# Brenham
Brenham ist die Bezirkshauptstadt und Sitz der Countyverwaltung (County Seat) des Washington Countys im US-Bundesstaat Texas in den Vereinigten Staaten. Das U.S. Census Bureau hat bei der Volkszählung 2020 eine Einwohnerzahl von 17.369 ermittelt.

## Geographie
Die Stadt liegt am U.S. Highway 290, etwa 120 km nordwestlich von Houston und hat eine Gesamtfläche von 22,7 km2, ohne nennenswerte Wasserfläche.

## Geschichte
Gegründet wurde der Ort als Hickory Grove, wurde aber 1843 umbenannt in Brenham, zu Ehren von Richard Fox Brenham, einem Arzt und Mitglied mehrerer texanischer Expeditionen. Im Februar 1844 wurde die Stadt zum Sitz der County-Verwaltung gewählt. Zwei Jahre später wurde das erste Postbüro eröffnet und mit dem Bau der Washington County Railroad 1860 wurde Brenham zum Warenumschlagsplatz dieser Gegend. Mit dem Anschluss an die Gulf, Colorado and Santa Fe Railway im Jahr 1880, der die Stadt mit der Region am Golf von Mexiko verband, wurde sie zur wichtigsten Stadt im County. Mit der neuen Eisenbahnverbindung kamen auch neue Einwanderer, hauptsächlich Deutsche, wovon das ab 1881 bis heute jährlich stattfindende Maifest und der seit etwa 25 Jahren am ersten Wochenende im Dezember stattfindende Kristkindl Market in Brenham zeugen.
Der Brenham Downtown Historic District wurde 2004 in das National Register of Historic Places aufgenommen.

## Demographie
Nach der Volkszählung im Jahr 2000 lebten hier 13.507 Menschen in 4.907 Haushalten und 3.115 Familien. Die Bevölkerungsdichte betrug 595,3 Einwohner pro km2. Ethnisch betrachtet setzte sich die Bevölkerung zusammen aus 69,99 % weißer Bevölkerung, 21,91 % Afroamerikanern, 0,25 % amerikanischen Ureinwohnern, 1,86 % Asiaten, 0,01 % Bewohnern aus dem pazifischen Inselraum und 4,75 % aus anderen ethnischen Gruppen. Etwa 1,22 % waren gemischter Abstammung und 10,25 % der Bevölkerung waren spanischer oder lateinamerikanischer Abstammung.
Von den 4.907 Haushalten hatten 30,0 % Kinder unter 18 Jahre, die im Haushalt lebten. 45,7 % davon waren verheiratete, zusammenlebende Paare. 14,2 % waren allein erziehende Mütter und 36,5 % waren keine Familien. 30,7 % aller Haushalte waren Singlehaushalte und in 15,4 % lebten Menschen, die 65 Jahre oder älter waren. Die Durchschnittshaushaltsgröße betrug 2,40 und die durchschnittliche Größe einer Familie belief sich auf 3,01 Personen.
22,5 % der Bevölkerung waren unter 18 Jahre alt, 15,9 % von 18 bis 24, 24,7 % von 25 bis 44, 18,8 % von 45 bis 64, und 18,2 % die 65 Jahre oder älter waren. Das Durchschnittsalter war 35 Jahre. Auf 100 weibliche Personen aller Altersgruppen kamen 89,1 männliche Personen. Auf 100 Frauen im Alter von 18 Jahren und darüber kamen 86,6 Männer.
Das jährliche Durchschnittseinkommen eines Haushalts betrug 32.198 USD, das Durchschnittseinkommen einer Familie 41.486 USD. Männer hatten ein Durchschnittseinkommen von 31.133 USD gegenüber den Frauen mit 22.152 USD. Das Prokopfeinkommen betrug 15.351 USD. 17,7 % der Bevölkerung und 12,8 % der Familien lebten unterhalb der Armutsgrenze. Davon waren 21,9 % Kinder und Jugendliche unter 18 Jahren und 20,7 % waren 65 oder älter.

## Söhne und Töchter der Stadt
- Blind Willie Johnson (1897–1945), US-amerikanischer Sänger und Gitarrist
- L. C. Robinson (1914–1976), US-amerikanischer Blues-Sänger, Gitarrist und Fiddle-Spieler
- Thomas Shaw (1908–1977), Bluessänger und -gitarrist
- Andra Manson (* 1984), Hochspringer
- Sadie Sink (* 2002), Schauspielerin